# 라돈 측도
측도론에서 라돈 측도(Radon測度, 영어: Radon measure)는 위상 공간의 구조와 특별히 잘 호환되는, 보렐 시그마 대수 위에 정의되는 측도이다. 국소 콤팩트 공간 위의 라돈 측도는 함수 공간 위의 범함수로 나타낼 수 있다.

## 정의

### 정칙 측도
하우스도르프 공간 {\displaystyle X} 위의 시그마 대수 {\displaystyle \Sigma \subseteq {\mathcal {P}}(X)} 위의 측도 {\displaystyle \mu \colon \Sigma \to [0,\infty ]}가 주어졌다고 하자. {\displaystyle X}의 콤팩트 집합들의 집합족을 {\displaystyle \operatorname {Compact} (X)\subseteq \operatorname {Pow} (X)}로, 열린집합들의 집합족을 {\displaystyle \operatorname {Open} (X)\subseteq \operatorname {Pow} (X)}로 표기하자.
가측 집합 {\displaystyle S\in \Sigma }가 다음 조건을 만족시킨다면, {\displaystyle \mu }-내부 정칙 가측 집합(영어: {\displaystyle \mu }-inner regular measurable set)이라고 한다.
{\displaystyle \mu (S)=\sup _{K\in \operatorname {Compact} (X)\cap \Sigma }^{K\subseteq S}\mu (K)}
가측 집합 {\displaystyle S\in \Sigma }가 다음 조건을 만족시킨다면, {\displaystyle \mu }-외부 정칙 가측 집합(영어: {\displaystyle \mu }-outer regular measurable set)이라고 한다.
{\displaystyle \mu (S)=\inf _{U\in \operatorname {Open} (X)\cap \Sigma }^{U\supseteq S}\mu (U)}
만약 모든 가측 집합이 {\displaystyle \mu }-내부 정칙 가측 집합이라면, {\displaystyle \mu }를 내부 정칙 측도(영어: inner-regular measure)라고 한다. 만약 모든 가측 집합이 {\displaystyle \mu }-외부 정칙 가측 집합이라면, {\displaystyle \mu }를 외부 정칙 측도(영어: outer-regular measure)라고 한다.

### 라돈 측도
{\displaystyle X}가 하우스도르프 공간이라고 하자.
보렐 시그마 대수 {\displaystyle {\mathcal {B}}(X)} 위의 측도 {\displaystyle \mu }가 다음을 만족시키면 라돈 측도라고 한다.
- (내부 정칙성) 내부 정칙 측도이다. 즉, 모든 보렐 집합은 {\displaystyle \mu }-내부 정칙 집합이다.
- (국소 유한성) 모든 점 {\displaystyle x\in X}에 대하여, {\displaystyle \mu (U_{x})<\infty }인 열린 근방 {\displaystyle U_{x}\ni x}가 존재한다.

## 성질
{\displaystyle X}가 국소 콤팩트 하우스도르프 공간이라고 하자. 임의의 콤팩트 집합 {\displaystyle K}에 대하여, {\displaystyle K}를 지지집합으로 하는 실수값 연속 함수들의 집합 {\displaystyle {\mathcal {C}}_{K}(X;\mathbb {R} )}은 노름
{\displaystyle \|f\|=\max _{x\in K}|f(x)|}
에 따라서 바나흐 공간을 이룬다. {\displaystyle X} 위의, 콤팩트 지지집합을 갖는 실수값 연속 함수의 집합 {\displaystyle {\mathcal {C}}_{\text{comp}}(X;\mathbb {R} )}을 생각하자. 그렇다면
{\displaystyle {\mathcal {C}}_{\text{comp}}(X;\mathbb {R} )=\bigcup _{K{\text{ compact}}}{\mathcal {C}}_{K}(X;\mathbb {R} )}
이므로, {\displaystyle {\mathcal {C}}_{\text{comp}}(X;\mathbb {R} )}는 국소 볼록 공간의 구조를 가진다.
어떤 실수값 함수 공간 {\displaystyle V\subseteq \mathbb {R} ^{X}}위의 범함수 {\displaystyle \phi \colon V\to \mathbb {R} }에 대하여, 만약 {\displaystyle f(x)\geq 0\forall x\in X}인 {\displaystyle f\in V}에 대하여 {\displaystyle \phi (f)\geq 0}이라면, {\displaystyle \phi }를 음이 아닌 범함수(영어: nonnegative functional)라고 하자. 그렇다면 {\displaystyle X} 위의 라돈 측도들의 집합과 {\displaystyle {\mathcal {C}}_{K}(X;\mathbb {R} )} 위의 음이 아닌 연속 범함수들의 집합 사이에는 자연스러운 일대일 대응이 존재한다. 구체적으로, 라돈 측도 {\displaystyle \mu }에 대하여,
{\displaystyle f\in {\mathcal {C}}_{\text{comp}}(X;\mathbb {R} )\mapsto \int _{X}f\,d\mu }
는 음이 아닌 범함수이다.

## 예
보렐 시그마 대수에 국한시킨 르베그 측도는 유클리드 공간 위의 라돈 측도이다.
임의의 하우스도르프 공간 {\displaystyle X} 및 점 {\displaystyle x\in X}에 대하여, {\displaystyle X}의 보렐 시그마 대수 위에 디랙 측도 {\displaystyle \delta _{x}}를 다음과 같이 정의하자.
{\displaystyle \delta _{x}(B)={\begin{cases}1&x\in B\\0&x\not \in B\end{cases}}\qquad \forall B\in {\mathcal {B}}(X)}
그렇다면 이는 라돈 측도이다.
유클리드 공간 위의, 보렐 시그마 대수에 국한시킨 셈측도는 라돈 측도가 아니다.

## 역사
요한 라돈의 이름을 땄다.